# Сент Джеймс (театр, Бродвей)
«Сент Джеймс» (англ. The August Wilson Theatre) — бродвейский театр, расположенный между Седьмой и Восьмой авеню в западной части 44-й улицы в театральном квартале Манхэттена, Нью-Йорк, США. Управляется театральной компанией «Jujamcyn».

## История
Здание театра построено на месте ресторана «Сарди» театральным продюсером Авраамом Эрлангером. Театр открылся под названием «Театр Эрлангера» (англ. Erlanger's Theatre) в 1927 году. После смерти продюсера в 1930 году контроль над зданием был передан семье Астор, которая владеет участком. В 1932 году театр получил название «Сент Джеймс».
В 1941 году театр был передан компании «The Shubert Organization», которая спустя шестнадцать лет продала его американскому бизнесмену Уильяму МакНайту. Он провёл реконструкцию здания. В 1970 году МакНайт отдал театр своей дочери Вирджинии и её мужу Джеймсу Бингеру. Пара основала театральную компанию «Jujamcyn».

## Основные постановки
- 1931—33, 1942 и 1951: Сезоны Гилберта и Салливана
- 1941: «Родной сын»
- 1943: «Оклахома!»
- 1948: «Где Чарли?»
- 1951: «Король и я»
- 1954: «Пижамная игра»
- 1958: «Песня барабана цветов»
- 1960: «Бекет»; «До-Ре-Ми»
- 1964: «Хелло, Долли!»
- 1971: «Два джентльмена из Вероны»
- 1978: «В двадцатом веке»
- 1979: «Кармелина»
- 1980: «Барнум»
- 1983: «Мой единственный»
- 1991: «Таинственный сад»
- 1993: «Кто такой Томми»
- 1996: «Забавная история, случившаяся по дороге на форум»
- 1999: «Свинг!»
- 2001: «Продюсеры»
- 2007: «Как Гринч украл Рождество»
- 2008: «Цыганка»
- 2009: «Любовь под вязами»; «Радуга Финиана»
- 2010: «Американский идиот»
- 2011: «Волосы»
- 2013: «Пусть будет так»
- 2014: «Показ стороны»
- 2015: «Тухлятина!» (текущая)

## Театр в искусстве
- В апреле и мае 2013 года режиссёр Алехандро Гонсалес Иньярриту провёл в театре и его окрестностях тридцатидневные съёмки своего фильма «Бёрдмэн»[4]. В нём рассказывается о подготовке и выпуске бродвейского шоу.
- Театр также упоминается в нескольких эпизодах телесериала «Смэш».